# リャントンデ県

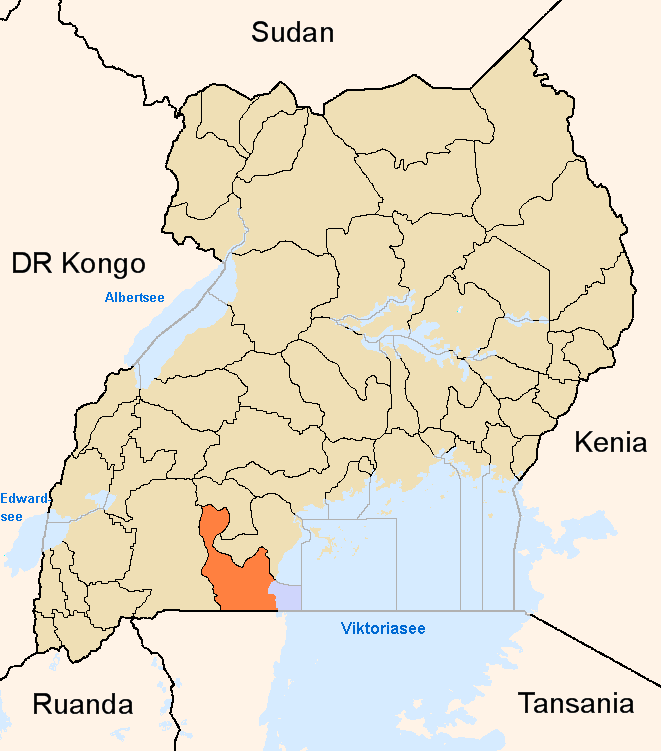
ラカイ県と2001年から2005年の県境、北西部がリャントンデ県

リャントンデ県 (リャントンデけん、Lyantonde District) はウガンダ南西部、ブガンダ南西部の県。ブドゥ地方の西部に位置し2006年7月にラカイ県から北西部のカブラ郡が分割されて設置された。リャントンデTCを含め6つの副郡に25の教区と188の村が置かれている。県の全域が牛回廊と呼ばれるやや乾燥した放牧が盛んな地域に属する。2002年の国勢調査人口は 66,039 人。知事に相当する第5地域議会 (LC5) 議長はフレッド・ナイェバレ。

## 隣接する県
北と東にセンバブレ県、南東にマサカ県、西にアンコーレ王国のキルフラ県と接する。
- センバブレ県
- ルウェンゴ県
- ラカイ県
- キルフラ県

## 交通
リャントンデはマサカとムバララを結ぶ幹線道上に位置する。